# Asplenium poiretianum
Asplenium poiretianum là một loài dương xỉ trong họ Aspleniaceae. Loài này được Gaud. mô tả khoa học đầu tiên năm 1827.
Danh pháp khoa học của loài này chưa được làm sáng tỏ. 